# Abelairas (Carballedo)
Abelairas es una aldea española situada en la parroquia de Furco, del municipio de Carballedo, en la provincia de Lugo, Galicia.

## Toponimia
El topónimo hace referencia a un lugar en el que abundan estos frutales que producen avellanas. Latín abellanarias.

## Demografía
| Gráfica de evolución demográfica de Abelairas entre 2000 y 2019 |
|                                                                 |
| Datos según el nomenclátor publicado por el INE.                |